# تشارلي هودج
تشارلي هودج (بالإنجليزية: Charlie Hodge (ice hockey))‏ (و. 1933 – 2016 م) هو لاعب هوكي الجليد من كندا . ولد في مونتريال .
توفي في فانكوفر .

## جوائز وترشيحات
حصل على جوائز منها:
- Stanley Cup.

## روابط خارجية
- تشارلي هودج على موقع دوري الهوكي الوطني (الإنجليزية)
- تشارلي هودج على موقع EliteProspects.com (الإنجليزية)
- تشارلي هودج على موقع HockeyDB.com (الإنجليزية)
- تشارلي هودج على موقع Hockey-Reference.com (الإنجليزية)